# Centre de recherche et de veille sur les maladies émergentes dans l'océan Indien
Le Centre de recherche et de veille sur les maladies émergentes dans l'océan Indien, ou CRVOI, est un centre de recherche d'intérêt régional de l'île de La Réunion, département d'outre-mer français dans le sud-ouest de l'océan Indien. Fondé par l'État français et huit établissements publics régionaux en 2007, à la suite d'une grande épidémie de chikungunya, il s'agit d'un groupement d'intérêt spécifique. Il est basé à Saint-Denis sur la plateforme de recherche du Cyclotron Réunion Océan Indien, au sein de la technopole de La Réunion.